# Trey Day
Trey Day är den amerikanske singer-songwritern Trey Songz andra studioalbum, släppt av Atlantic den 2 oktober 2007 i USA.
Albumet debuterade som nummer 11 på US Billboard 200 med 73 000 exemplar sålda den första veckan. Det var bättre än hans debutalbum, på det debuterade han som nummer 20. Albumets andra singel, "Can't Help But Wait", gav Songz sin högsta placering på Billboard Hot 100, som nummer 14, framtills Say Aah nådde plats 9 på Billboard Hot 100 2010. Det gav han också en nominering till Grammy Awards 2009 för Bästa manliga R&B-sångare

## Låtlista
| Nr  | Titel                              | Producent(er)                         | Längd |
| --- | ---------------------------------- | ------------------------------------- | ----- |
| 1.  | Intro: Trey Day (feat. Bun B)      | Bei Maejor                            | 1:09  |
| 2.  | Long Gone Missin' (feat. DJ Drama) | Bei Maejor                            | 3:35  |
| 3.  | Wonder Woman                       | Danja                                 | 5:17  |
| 4.  | No Clothes On                      | The Runners                           | 3:35  |
| 5.  | Sex for Yo Stereo                  | Miykal Snoddy, Troy Taylor            | 3:39  |
| 6.  | Last Time                          | Bryan-Michael Cox, WyldCard (co)      | 4:22  |
| 7.  | Can't Help But Wait                | StarGate, Johntá Austin (co)          | 3:24  |
| 8.  | Grub On                            | R. Kelly                              | 3:43  |
| 9.  | Fly Together (feat. Jim Jones)     | Eric Hudson                           | 4:27  |
| 10. | Store Run                          | Dre & Vidal                           | 4:38  |
| 11. | Missin' You                        | StarGate                              | 3:35  |
| 12. | Role Play                          | Troy Taylor                           | 3:59  |
| 13. | We Should Be                       | Jimmy Jam & Terry Lewis, Big Jim (co) | 5:57  |

- (co) co-producent.

## Topplistor
| Topplista (2007)                    | Högsta position |
| ----------------------------------- | --------------- |
| US Billboard 200                    | 11              |
| US Billboard Top R&B/Hip-Hop Albums | 2               |